# Kanton Romainville
Kanton Romainville is een voormalig kanton van het Franse departement Seine-Saint-Denis dat uitsluitend bestond uit de gemeente Romainville. Het kanton Romainville maakte deel uit van het arrondissement Bobigny tot het op 22 maart 2015 werd opgeheven en Romainville werd opgenomen in het aangrenzende kanton Bagnolet.